# Объект моего восхищения
«Объект моего восхищения» (англ. The Object of My Affection) — мелодрама 1998 года, снятый режиссёром Николасом Хайтнером по одноимённому роману Стивена МакКоли о непростых взаимоотношениях двух любящих сердец с Дженнифер Энистон и Полом Раддом в главных ролях.

## Сюжет
Учитель начальной школы Джордж Хэнсон вынужден выехать из квартиры его экс-партнёра Роберта Джоли. Ему позволяет пожить у себя дальняя знакомая Нина, встречающаяся с Винсом. Вскоре она беременеет, но понимает, что хочет растить ребёнка именно с Джорджем, о чём и сообщает ему. Тот вскоре приходит к выводу, что это хорошая мысль, но его гомосексуальность не даёт сбыться этому плану.

## В ролях
- Пол Радд — Джордж Хэнсон
- Дженнифер Энистон — Нина Боровски
- Хайден Панеттьери — Русалка
- Лиам Эйкен — Натан
- Кэли Роша — Мелисса Маркс
- Алан Алда — Сидни Миллер
- Тим Дейли — доктор Роберт Джоли
- Стив Зан — Франк Хэнсон
- Эллисон Дженни — Констанс Миллер
- Найджел Хоторн — Родни Фрейзер
- Гэбриел Махт — Стив Касилло
- Одра Макдональд — певица на свадьбе
- Пас де ла Уэрта — Салли в возрасте 13 лет
- Амо Гулинелло — Пол Джеймс

## Прокат
В прокате США фильм собрал 29 млн долларов, общие сборы по всему миру составили более 46,9 млн долларов.